# الخدعة الخفية (فلم)
الخدعة الخفية فيلم مصري روائي كوميدي مشوب بالمغامرة والغموض، من بطولة عادل إمام بدور سامي وهدان وناهد شريف بدور شهيرة وفريد شوقي بدور العقيد كمال. كما شارك في التمثيل حياة قنديل ونجوى فؤاد وعماد حمدي ومحمود المليجي وسيد زيان ويونس شلبي. أنتج هذا الفيلم عام 1975 وهو من سيناريو وحوار وإخراج يحيى العلمي.

## قصة الفيلم
ينتشر خبر وفاة العالم المصري رؤوف بعد اختفائه، إلا أن ابنته شهيرة تتعاون مع الصحفي سامي وهدان بحثا عن أبيها، ليجداه مختف في بيروت خوفا على أوراق سرية تشمل مجمل أبحاثه تريد عصابة أن تسرقها منه.

## طاقم التمثيل
- عادل إمام: (سامي وهدان الصحفي)
- فريد شوقي: (العقيد كمال)
- ناهد شريف: (شهيرة رؤوف علوان)
- نجوى فؤاد: (نرجس)
- حياة قنديل: (منى وهدان)
- سيد زيان: (جلال - مصور صحفي)
- تهاني راشد: (مدام عصمت)
- صلاح نظمي: (مفتاح)
- وحيد سيف: (المرشد السياحي)
- عماد حمدي: (د. رؤوف علوان)
- محمود المليجي: (عصام المرجوشي - الفلكي)
- يونس شلبي: (خليل - تمرجي المشرحة)
- محمود كامل: (تمرجي المشرحة)
- لويس يوسف: (تمرجي المشرحة)
- أبو الفتوح عمارة: (مخبر)
- طوسون معتمد: (مخبر)
- وسيلة حسين
- صلاح يحيى: (عثمان - البواب)
- ليلى مرسي
- حسن مصطفى علي: (ضابط)
- عبد المنعم النمر: (من الشرطة)
- بهاء عبد الحميد: (من أفراد العصابة)
- الطوخي توفيق: (من أفراد العصابة)
- نصر سيف: (من أفراد العصابة)
- عبد الله مراد: (من أفراد العصابة)
- يوسف منصور